# Cookie Jar (EP)
#Cookie Jar è il primo EP in lingua giapponese (sesto complessivo) del gruppo musicale sudcoreano Red Velvet, pubblicato il 4 luglio 2018 dalla SM Entertainment e dalla Avex Trax.

## Tracce
1. #Cookie Jar – 3:33 (testo: MEG.ME – musica: Efraim Faramir, Sixten Fransesco, Vindalf Cederqvist Leo, JFMee, Gavin Jones, Saima Irén Mian, Ronny Vidar Svendsen, Anne Judith Wik, Nermin, Harambašić)
2. Aitai-tai – 3:14 (testo: H.Toyosaki, Hyun Hwang (MonoTree) – musica: Hyun Hwang (MonoTree))
3. Cause It's You – 2:59 (testo: Izumi Soratani (Agehasprings) – musica: Anne Judith Wik, Ronny Vidar Svendsen, Nermin Harambašić, Jin Suk Choi, Justin Stein, Park Geun-tae)
4. Dumb Dumb (Japanese Version) – 3:22
5. Russian Roulette (Japanese Version) – 3:31
6. Red Flavor (Japanese Version) – 3:11

## Classifiche
| Classifica (2018) | Posizione massima |
| ----------------- | ----------------- |
| Giappone          | 3                 |